# アイスランドの気候

アイスランドのケッペンの気候区分図

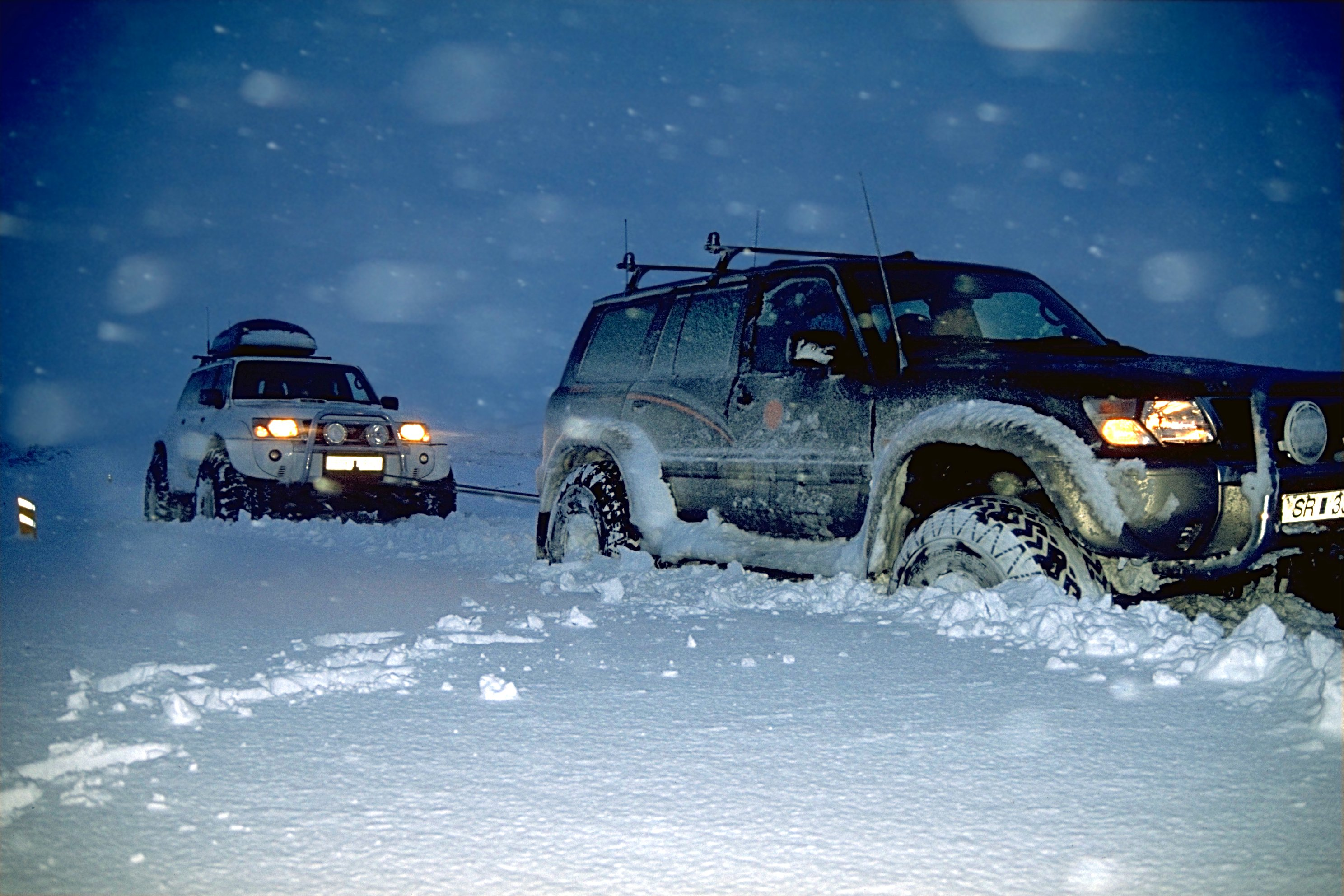
雪に埋もれた車

アイスランドの気候（アイスランドのきこう）は、南岸地域では西岸海洋性気候 (ケッペンの気候区分Cfc)で、内陸高原ではツンドラ気候 (同ET) である。アイスランドは北大西洋海流の流路上にあるため、北極線のすぐ南という緯度から推測されるより温暖な気候である。イルミンガー海流もこの効果を増強し、アイスランドの温暖な気候に貢献している。アイスランドの天気は 多様であることで悪名高い。

## 季節
アイスランドの冬は海洋と、近くを流れる北大西洋海流の影響で、緯度のわりに温暖である。南部低地の冬の平均気温は約0 ℃で、北部では約-10 ℃である。アイスランド北部の最低気温はおおむね-25 ℃から-30 ℃である。観測史上最低気温は-39.7 ℃である。
アイスランド南部の7月の平均気温は10 ℃から13 ℃で、暑い日には20 ℃から25 ℃に達する。観測史上最高気温は1939年に東アイスランドのフィヨルドで記録した30.5 ℃である。レイキャビクの年日照時間は平均で約1300時間で、スコットランドやアイルランドの町とほぼ同じ。

## 風と嵐
特に内陸で、あるいは冬季に、アイスランドはしばしば突然の劇的な天気の変化に見舞われ、視程が急激に狭まり、風速や降水量が急激に増加し、気温が急速に変化する。
一般に、アイスランド中央高地では風速が大きくなる傾向にあるが、低地でも地形の影響で風が強まったり、強い突風が吹いたりすることがある。低地では年に10日から20日、風速が18メートル毎秒に達するが、高地の観測点では年50日、風速が18メートル毎秒に達する。観測史上最大の10分間平均の最大風速は62.5メートル毎秒で、観測史上最大の最大瞬間風速は74.2メートル毎秒である。強い砂嵐が氷河からの強風で生成されることがあり、極めて強くなることもある。毎時最大10トンの横に切断された金属が動くことがある。ヴァトナヨークトル氷河の北の乾燥した高原地帯では、初夏にこのような嵐が極めて頻繁に起こる。
雷雨はアイスランドのどの特定の場所でも極めてまれで、アイスランド南部では年に5回未満である。初夏と晩夏に最も多い。雷雨はヨーロッパから来る暖かい空気塊または冬季の南西からの強い低気圧が原因となる。雷は通常、アイスランドの火山活動による噴出物により観測される。火山噴火と同時に、 渦が発生し、ときに竜巻にまで発達することがある。海と陸のどちらでも竜巻は発生しうる。竜巻から最強のメソサイクロンが派生する、すなわちスーパーセルから形成されることは極めてまれだが、観測されたことがある。希薄な人口により検出し警報を発することができることが少なくなるが、いずれも被害をもたらすことがある。

## 気圧
アイスランドの近く、グリーンランドとの中間にある持続的な低圧域はアイスランド低気圧として知られる。これは東方から北極に大量の空気を運び、北極から西方に大量の空気を出す働きをする。これは北大西洋振動(NAO)と呼ばれるより大きな気圧系の一部である。